# Phaiogramma etruscaria
Phaiogramma etruscaria là một loài bướm đêm thuộc họ Geometridae. Nó được tìm thấy ở vùng Địa Trung Hải of châu Âu to Trung Á. Records include Nga, Ý, Pháp, the Krym, Turkmenistan, Kyrgyzstan và Kazakhstan.
Sải cánh dài 18–21 mm. Con trưởng thành bay từ tháng 5 đến tháng 6. Có một lứa một năm.
Ấu trùng ăn Foeniculum vulgare, Daucus, Ferula, Thapsus, Peucedanum, Lotus, Clematis and Rosmarinus.

## Hình ảnh

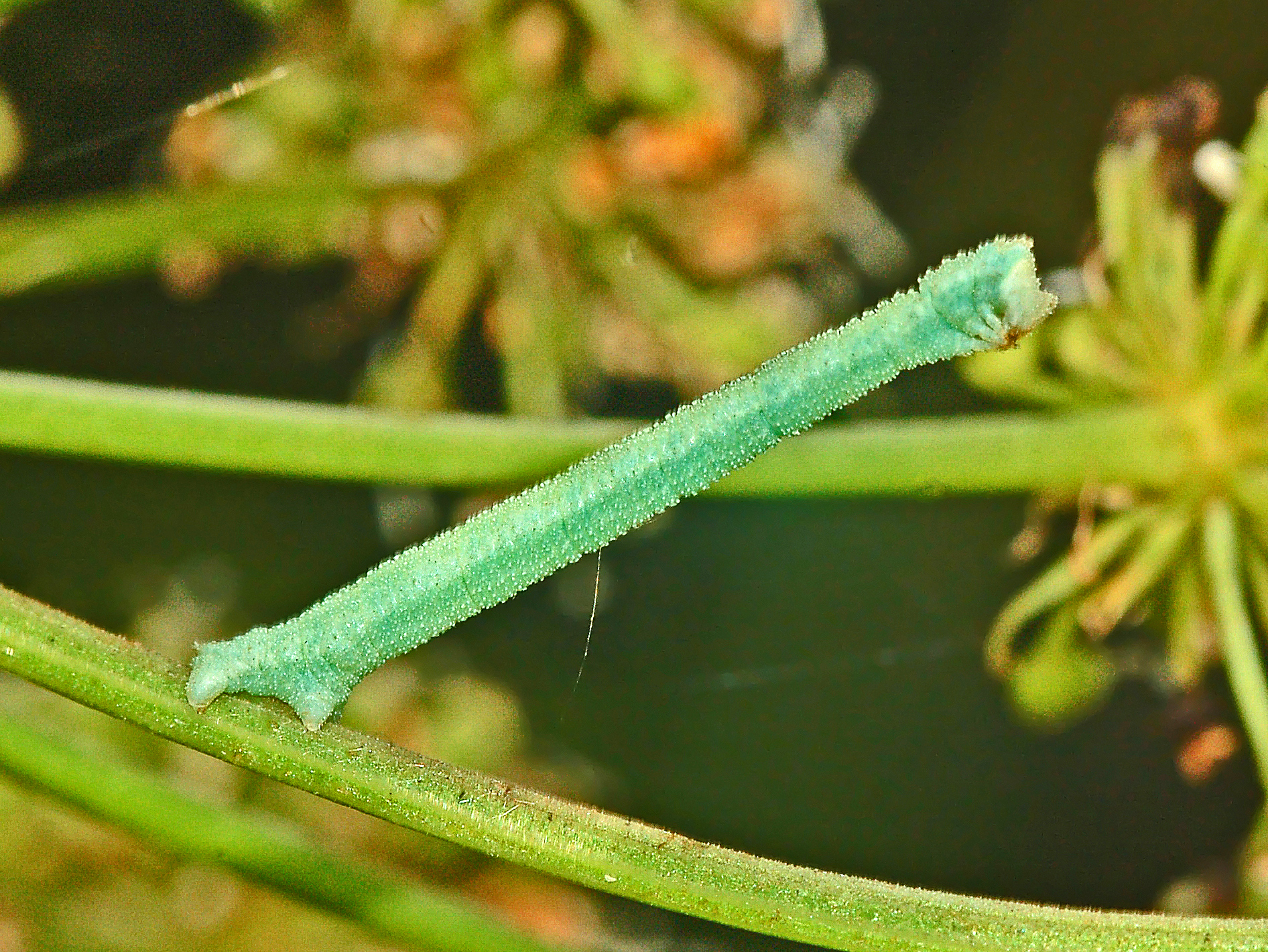